# Heribert Wöckel
Heribert Wöckel (geboren 25. Februar 1932; gestorben 26. Februar 2019 in München) war ein deutscher Diplomat. 

## Leben und Ausbildung
Heribert Wöckel studierte Rechts- und Staatswissenschaften und veröffentlichte einige verfassungs- und verwaltungsrechtliche Beiträge in den Bayerischen Verwaltungsblättern. Er wurde 1958 an der Universität Würzburg promoviert. 
1973 heiratete Wöckel die Theologin Elisabeth Lauermann (1937–2020).

## Beruflicher Werdegang
Wöckel ging nach dem juristischen Vorbereitungsdienst in den Auswärtigen Dienst und wurde 1977 deutscher Botschafter in Sri Lanka. Nach Botschafterposten in Syrien, Senegal und Kolumbien wurde er 1994 deutscher Botschafter in Peru. Er gehörte 1996 zu den Geiseln in der japanischen Botschaft in Lima, die vom oppositionellen Movimiento Revolucionario Túpac Amaru (MRTA) gefangen genommen wurden, er wurde als einer der Verhandlungsführer nach zwei Tagen freigelassen. Wöckel ging 1997 in den Ruhestand.

## Schriften (Auswahl)
- Wer bestimmt die Richtlinien der Politik? Die staatsrechtliche und politische Lage nach dem Grundgesetz für die Bundesrepublik Deutschland und ihre historische Entwicklung. Maschinenschriftliche Dissertation Würzburg 1958.
- Rechtsstaatliche Anforderungen an Ermächtigungen zum Erlaß von Hoheitsakten. In: Bayerische Verwaltungsblätter (BayVBl), Jg. 1959, S. 365.
- Die Geltung des neuen Bundespersonalvertretungsgesetzes im Auswärtigen Amt und seinen Dienststellen im Ausland. In: Die Personalvertretung (PersV). Fachzeitschrift des gesamten Personalwesens für Personalvertretungen und Dienststellen, ISSN 0476-3475. Jg. 1974, S. 161.